# Бушнелл (Небраска)
Бушнелл (англ. Bushnell) — селище (англ. village) в США, в окрузі Кімболл штату Небраска. Населення — 115 осіб (2020).

## Географія
Бушнелл розташований за координатами 41°13′58″ пн. ш. 103°53′28″ зх. д. / 41.23278° пн. ш. 103.89111° зх. д. (41.232729, -103.891125).  За даними Бюро перепису населення США в 2010 році селище мало площу 0,59 км², уся площа — суходіл.

## Демографія
Згідно з переписом 2010 року, у селищі мешкали 124 особи в 60 домогосподарствах у складі 39 родин. Густота населення становила 210 осіб/км².  Було 88 помешкань (149/км²).
Расовий склад населення:
| - 96,8 % — білих - 0,8 % — чорних або афроамериканців |

До двох чи більше рас належало 2,4 %. Частка іспаномовних становила 3,2 % від усіх жителів.
За віковим діапазоном населення розподілялося таким чином: 12,9 % — особи молодші 18 років, 57,3 % — особи у віці 18—64 років, 29,8 % — особи у віці 65 років та старші. Медіана віку мешканця становила 54,5 року. На 100 осіб жіночої статі у селищі припадало 87,9 чоловіків;  на 100 жінок у віці від 18 років та старших — 92,9 чоловіків також старших 18 років.
Середній дохід на одне домашнє господарство  становив 38 799 доларів США (медіана — 30 000), а середній дохід на одну сім'ю — 42 495 доларів (медіана — 34 375). За межею бідності перебувало 2,7 % осіб, у тому числі 0,0 % дітей у віці до 18 років та 0,0 % осіб у віці 65 років та старших.
Цивільне працевлаштоване населення становило 50 осіб. Основні галузі зайнятості: освіта, охорона здоров'я та соціальна допомога — 36,0 %, роздрібна торгівля — 18,0 %, виробництво — 12,0 %, науковці, спеціалісти, менеджери — 10,0 %.